# Ernst Schaible
Ernst Schaible (18. října 1868 Grafenegg – 6. února 1956 Vídeň) byl rakousko-uherský, respektive předlitavský generál a politik. Za druhé vlády Ernesta von Koerbera se stal ministrem železnic Předlitavska. Funkci zastával od 31. října 1916 do 20. prosince 1916.

## Život
Schaible chodil do obecné školy a následně na reálku v Kremži a pak na kadettku v Hainburgu an der Donau.
V srpnu 1914 měl Schaible hodnost Oberst a byl velitelem železničního pluku u c.a.k. Verkehrstruppenbrigade. K 1. květnu 1915 byl povýšen do hodnosti generálmajor.
Císařem Františkem Josefem I. byl 31. října 1916 jmenován, na doporučení zvoleného ministerského předsedy Ernesta von Koerbera, ministrem pro železnice a 20. prosince 1916 byl císařem Karlem I. odvolán společně s celým kabinetem.
K 1. květnu 1918 byl povýšen do hodnosti  Feldmarschalleutnant a 1. ledna 1919 by vládou Německého Rakouska Renner I (státní sekretář pro armádu Josef Mayer odvolán a poslán ve věku 50 let do důchodu.